# Mathieu Lindon
Mathieu Lindon (Caen, 9 agosto 1955) è uno scrittore e giornalista francese.

## Biografia
Figlio dell'editore Jérôme Lindon (tra i fondatori dell'Éditions de Minuit) e cugino dell'attore Vincent Lindon, è nato a Caen nel 1955.
Ha esordito nel 1983 sotto l'egida dell'amico Michel Foucault con il romanzo Nos plaisirs scritto con lo pseudonimo di Pierre-Sébastien Heudaux (P.S. Heudaux, ossia “Pseudo”).
Editorialista e critico letterario presso il quotidiano Libération, ha in seguito pubblicato una ventina di opere prediligendo il romanzo ed ottenendo alcuni riconoscimenti come il Prix Médicis nel 2011 per Cosa vuol dire amare.

## Opere principali

### Romanzi
- Nos plaisirs con lo pseudonimo di Pierre-Sébastien Heudaux (1983)
- Le Livre de Jim Courage (1986)
- Prince et Léonardours (1987)
- L'Homme qui vomit (1987)
- Je t'aime. Récits critiques (1993)
- Champion du monde (1994)
- Le Cœur de To (1994)
- Merci (1996)
- Les Apeurés (1998)
- Processo a Jean-Marie Le Pen (Le Procès de Jean-Marie Le Pen, 1998), L'Aquila, Textus, 2005 traduzione di Pietro Zanatta ISBN 88-87132-40-2.
- Chez qui habitons-nous ? (2000)
- La Littérature (2001)
- Lâcheté d'Air France (2002)
- Ma catastrophe adorée (2004)
- Je vous écris (2004)
- Ceux qui tiennent debout (2006)
- En enfance (2009)
- Cosa vuol dire amare (Ce qu'aimer veut dire, 2011), Firenze, Barbès, 2012 traduzione di Isabella Mattassi ISBN 978-88-6294-267-6.
- Una vita pornografica (Une vie pornographique) (2013), Firenze, Clichy, 2014 traduzione di Francesca Martino ISBN 978-88-6799-140-2.
- Les hommes tremblent (2014)

## Alcuni riconoscimenti
- Prix Médicis: 2011 per Cosa vuol dire amare
- Prix du Zorba: 2013 per Una vita pornografica